# Бури
 Тази статия е за белите южноафриканци.  За древногерманското племе вижте Бури (племе).  
Бурите са основната част от белите жители на Република Южна Африка. Те говорят африкаанс и произлизат главно от нидерландски, френски и немски заселници, предимно протестанти. На африканс думата „бур“ означава селянин и днес много бури смятат, че това наименование е обидно, предпочитайки името африканери.

## История

### Европейски колонизатори
През 1652 г. холандският калвинист Ян ван Рийбек основава Капщат, първото трайно европейско селище на южноафриканска земя. Целта на селището е да осигурява провизии и услуги за корабите на Обединената източноиндийска компания. Дълго време присъствието на холандците се изчерпва единствено с грижата за подсигуряване на техните кораби и транспортни операции. С нарастването на търговския трафик обаче се стига до увеличаване на нуждата от провизии и така, в периода след 1680 г., в района започва развитие на селско стопанство и животновъдство в по-големи мащаби. Тогава голям брой холандски калвинисти, както и немски и френски заселници, назовавани вече все по-често „бури“, изоставят града Кейптаун и навлизат все по-дълбоко в земите на север, изтласквайки местните племена и принуждавайки местното чернокожо население към робски труд.

### Бурските войни и бунтове свързани с тях
През 1795 г. избухва бунт сред бурите срещу Обединената източноиндийска компания. Резултатът от бунта е заемането на района на Кейптаун от Великобритания и превръщането му в английска колония. След 1820 г. се засилва английската имиграция, английският става официален език, а през 1833 г. робството е отменено в Британската империя. Всичко това остро засяга начина на живот и поминъка на бурите, основан върху използването на робски труд, предизвиквайки мащабно преселване на бурите на север от Оранжевата река, където те основават бурските републики Наталия, Трансваал и Оранжевата свободна държава.
През 1852 г. се стига до конвенция между бурите и Великобритания, по силата на която страната е поделена. На бурите е предоставена земята северно от реката Ваал (Трансваал) и им е призната независимостта. Политическата независимост на бурите трае до началото на 20 в., когато в резултат на т. нар. Втора бурска война те са окончателно покорени от британците и земите им стават част от Британската империя.

### Обединена нация
През 1910 г. е създаден Южноафриканският съюз, в който са включени и земите, населявани от бурите. По време на Първата световна война Южноафриканският съюз подкрепя Великобритания – 140 хиляди бели южноафриканци вземат участие в битките.
В годините след Първата световна война се засилва вече съществуващата политика на сегрегация спрямо чернокожото население в Южна Африка – например на чернокожите им е забранено да живеят в градовете.

### Втора световна война
През Втората световна война Южна Африка е отново на страната на Великобритания. Много бели южноафриканци воюват в Абисиния, Северна Африка и в Италия. Недостигът на бели работници в южноафриканската промишленост по време на войната се компенсира с привличането на голям брой чернокожи. Това, от своя страна, води до увеличаване на чернокожото население в градовете и до неговата еманципация.

### Бурите след Втората световна война
В края на 1940-те години се засилва чувството на застрашеност сред белите южноафриканци от черното мнозинство в страната. В резултат на това се налага режимът на апартейд на Питър Бота, отменен напълно от президента Фредерик де Клерк (1990). Следващият президент на ЮАР е Нелсън Мандела.